# هواوي بانغو
هواوي بانغو (بالصينية: 盘古大模型) هو نموذج لغوي كبير متعدد الوسائط طوّرته شركة هواوي، وقد أُعلن عنه في 7 يوليو 2023. واستُمد اسمه من شخصية أسطورية في الميثولوجيا والفولكلور الصيني تُدعى بانغو، وهو كائن بدائي يُنسب إليه خلق العالم.

## تاريخ

### التطوير المبكر
في أبريل 2023، نشرت شركة هواوي ورقة بحثية أعلنت فيها عن تطوير نموذج بانغو-سيغما، وهو نموذج لغوي ضخم يضم 1.085 تريليون معامل، طُور باستخدام إطار مايند سبور 5 الخاص بهواوي، وخضع لتدريب استمر لأكثر من 100 يوم على نظام عنقودي يحتوي على 512 شريحة تسريع ذكاء اصطناعي من نوع أسيند 910، حيث جرى خلاله معالجة 329 مليار وحدة نصية من أكثر من 40 لغة طبيعية وبرمجية.
يعتمد نموذج بانغو-سيغما على تقنية الخبراء الموجهين عشوائيًا، بالإضافة إلى بنية فك الترميز الخاصة بالمحوّل، ما يتيح إمكانية استخراج نماذج فرعية بسهولة لتطبيقات متعددة مثل المحادثة، والترجمة، وتوليد الرموز البرمجية، وفهم اللغة الطبيعية. وقد حقق النموذج سرعة تدريب تفوق مزيج من الخبراء ذات عدد المعاملات المماثل بمعدل 6.3 مرات. وفي مجال اللغة الصينية، تفوق بانغو-سيغما على النماذج السابقة وكان اأفضل أداءً في 16 مهمة دون تدريب مسبق على هذه المهام. وقد جرى تدريبه على بيانات متنوعة من 40 مجالًا، شملت اللغات الصينية والإنجليزية، والبيانات ثنائية اللغة، والرموز البرمجية، مما مكّنه من تحقيق نتائج متقدمة في مهام متعددة، من بينها فهم اللغات الطبيعية بعدد محدود من الأمثلة، والنقاشات المفتوحة، والإجابة على الأسئلة، والترجمة الآلية، وتوليد الرموز البرمجية.

### تاريخ الإطلاق
خلال مؤتمر مطوري هواوي في 7 يوليو 2023، كشفت الشركة عن بانغو 3.0، وهو نموذج لغوي ضخم صُمّم خصيصًا لقطاعات مثل الحكومة، والتمويل، والتصنيع، والتعدين، والأرصاد الجوية، وذلك باستخدام حلول الحوسبة السحابية التي توفرها هواوي. وفي الشهر التالي، أطلقت هواوي المساعد الافتراضي سيليا بقدرات ذكاء اصطناعي متقدمة، قادرة على توليد ردود نصية طويلة استنادًا إلى أوامر صوتية من المستخدم، وكان من المقرر إطلاقه مع نظام هارموني أو إس 4.0 للأجهزة المؤهلة للاستخدام.
صُمِّم هذا النموذج اللغوي الضخم ليتماشى مع احتياجات المؤسسات التي تسعى إلى تحقيق ميزات تنافسية في قطاع الذكاء الاصطناعي، مع تركيزه على تنفيذ المهام العملية بدلاً من الإبداع، بخلاف النماذج التقليدية المصممة لأغراض عامة مثل المحادثة، وكتابة الشعر، وإنشاء المحتوى البصري. ويعتمد نموذج هواوي على التقنية نفسها التي بُني عليها شات جي بي تي، لكنه يتميّز ببنية هرمية تتيح للمستخدمين تخصيصه وفقًا لمهام محددة، وتدريبه على مجموعات بياناتهم الخاصة، مما يجعله نموذجًا متعدد الاستخدامات وقابلاً للتكيّف مع احتياجات مختلف الصناعات.

### التحديثات
في 5 أغسطس 2023، أعلنت شركة هواوي عن شراكة مع المركز الأوروبي للتنبؤات الجوية متوسطة المدى، بهدف إطلاق نموذج عالمي للتنبؤ بالطقس قائم على تقنيات الذكاء الاصطناعي. استخدم هذا النموذج حلول الحوسبة السحابية التي توفرها هواوي، إلى جانب نموذج بانغو للطقس، الذي طُور باستخدام منصة مايندسبور. ويتوفر النموذج عبر الموقع الإلكتروني الرسمي للمركز الأوروبي، ويهدف إلى تقديم بيانات طقس دقيقة ومحسّنة.
في 19 ديسمبر 2023، أعلنت شركة هواوي عن إطلاق خدماتها المالية ضمن منصة الذكاء الاصطناعي المالي، المعتمدة على نموذج بانغو، والموجهة للأسواق العالمية. وقد كشفت الشركة عن هذا المنتج خلال قمة هواوي السحابية للتكنولوجيا المالية لعام 2023، بهدف إعادة تشكيل قطاع التمويل الرقمي من خلال ميزات فعّالة تعزز أداء شركات التكنولوجيا المالية حول العالم. وتجمع المنصة بين مجموعة من التقنيات المتقدمة، من بينها الذكاء الاصطناعي، وتحليلات البيانات الضخمة، وتقنية سلسلة الكتل.
وفي 21 يونيو 2024، خلال مؤتمر مطوري هواوي لعام 2024، أعلنت الشركة عن النسخة المطورة  بانغو 5.0 إلى جانب إطلاق نظام التشغيل هارموني نيكست. وقد دُمجت هذه النسخة مع نظام الذكاء المتناغم، الذي يتضمن نسخة أكثر تطورًا من المساعد الرقمي سيليا، مع التركيز على التحديثات في الذكاء الاصطناعي التوليدي ضمن منصة النماذج اللغوية الضخمة لإنتاج محتوى جديد يشمل النصوص، والرموز البرمجية، والصور. وتهدف هواوي من خلال هذا الإصدار إلى جعل بانغو متاحًا لفئات واسعة من المطورين والمؤسسات، من خلال توفير نماذج صغيرة لا تتطلب قدرة حسابية كبيرة، وأخرى كبيرة مخصصة للمهام المعقدة التي تتطلب طاقة معالجة مرتفعة.

## أنظر أيضا
- نموذج لغوي كبير
- جيميناي
- المحول المولد مسبق التدريب 4